# Simone Sterr
Simone Maria Sterr (geboren 1970 in Germersheim) ist eine deutsche Theaterregisseurin und Intendantin. Sie ist seit der Spielzeit 2022/23 Intendantin am Stadttheater Gießen.

## Leben und Karriere
Erste Theatererfahrung sammelte Simone Sterr in der Dramaturgie am Stadttheater Konstanz bei Ulrich Khuon sowie am Nationaltheater Mannheim bei Hans-Jürgen Drescher. Sie studierte Neuere Deutsche Literatur und Philosophie an der Universität zu Köln. Es folgten freie Theaterarbeiten sowie ab 1993, mit nur 23 Jahren, die Tätigkeit als Dramaturgin am Schlosstheater Celle. In der Spielzeit 1999/2000 übernahm sie die Spartenleitung für das Kinder- und Jugendtheater am Mainfranken Theater Würzburg und wechselte im Anschluss als Dramaturgin und Regisseurin an das Stadttheater Gießen.
Als deutschlandweit jüngste Intendantin übernahm sie mit nur 32 Jahren im Jahr 2003 die Leitung des Theaters der Stadt Aalen, 2005 wechselte sie in gleicher Funktion an das Landestheater Tübingen, das sie bis Sommer 2014 leitete. Sie war und ist an ihren Häusern stets auch produktionsbezogen als Regisseurin und Dramaturgin tätig. Sie inszenierte darüber hinaus in Celle, Würzburg, Gießen, Hannover, Erfurt, Pforzheim und Konstanz.
Im Jahr 2015 wechselte sie als Spartenleiterin Schauspiel und Geschäftsführende Dramaturgin an das Theater Bremen. Von 2020 bis 2022 war Simone Sterr Geschäftsführende Dramaturgin und Stellvertretende Intendantin am Theater Oberhausen. Mit der Spielzeit 2022/2023 wurde sie, rund 20 Jahre nach ihrem Einstand als Regisseurin am Haus, Intendantin des Stadttheaters Gießen. Sie löste Cathérine Miville ab, die das Theater seit 2002 geleitet hatte.
Sterr ist mit dem Regisseur Ralf Siebelt verheiratet, mit dem sie auch zahlreiche künstlerische Arbeiten umgesetzt hat. Das Paar hat ein gemeinsames Kind.

## Preise und Auszeichnungen
Simone Sterr wurde 2014 die Uhlandplakette der Stadt Tübingen für ihr Engagement für das Landestheater verliehen.

## Publikationen
- mit Otto Paul Burkhardt (Hrsg.): Kunst ist nicht erlaubnispflichtig. Das Landestheater Tübingen in der Intendanz von Simone Sterr. Verlag Theater der Zeit, Berlin 2014, ISBN 978-3-943881-72-1.